# Saint-Georges-d'Hurtières
Pour les articles homonymes, voir Saint-Georges, Saint Georges (homonymie) et Georges.
Saint-Georges-d'Hurtières, anciennement Saint-Georges-des-Hurtières, est une commune française située dans le département de la Savoie, en région Auvergne-Rhône-Alpes.

## Géographie

### Localisation
Cette commune est située en montagne au-dessus de la vallée de la Maurienne entre les communes d'Aiguebelle, chef-lieu du canton et d'Épierre. Longtemps dominée par la production de minerai de fer, la commune s'oriente de plus en plus vers un tourisme rural et culturel avec l'ouverture récente de son éco-musée.

### Communes limitrophes
| Montgilbert | Montgilbert, Aiguebelle   | Aiguebelle |
| Montendry   | Saint-Georges-d'Hurtières | Argentine  |
| Le Pontet   | Saint-Alban-d'Hurtières   | Argentine  |

### Relief et géologie

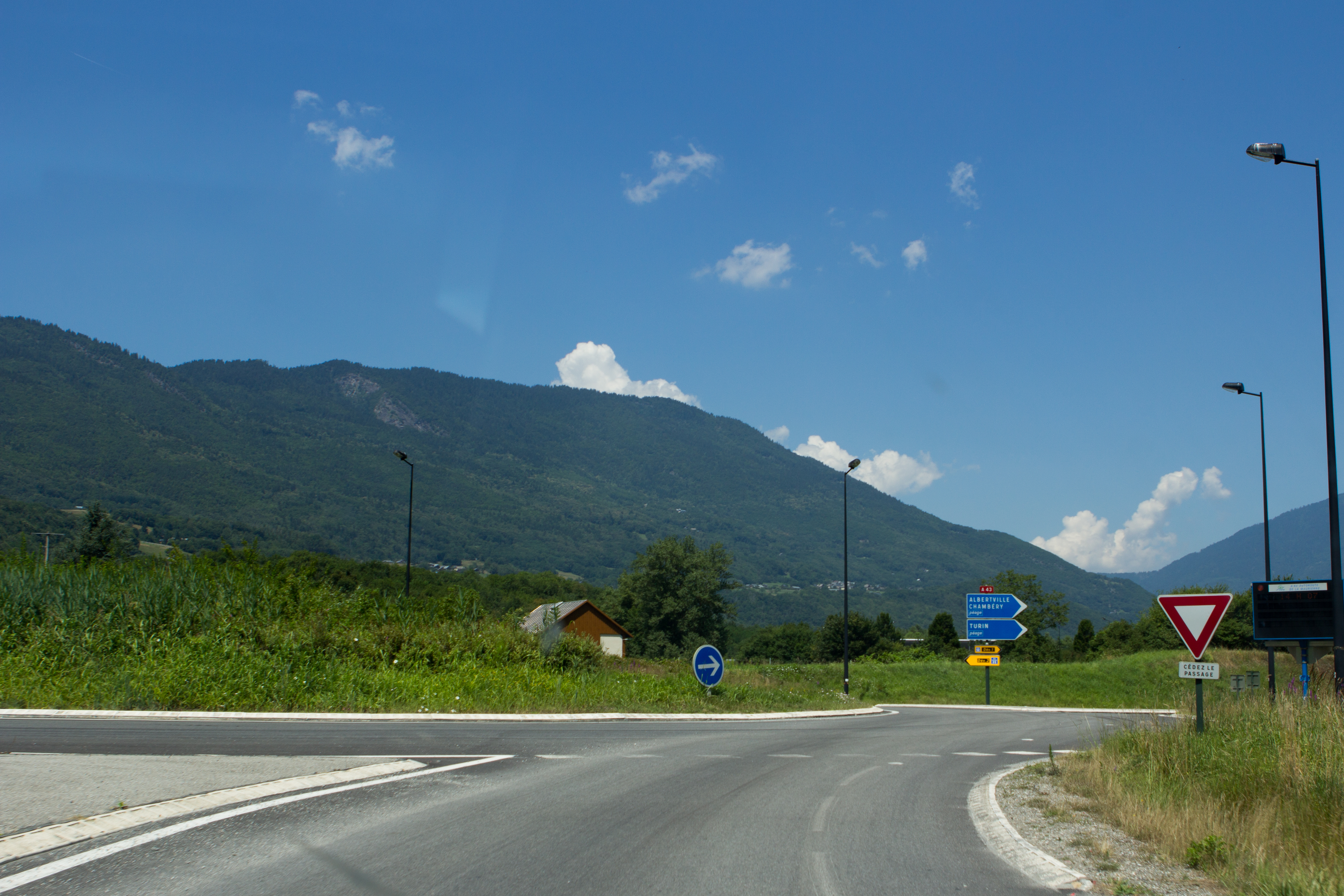
Vue orientale de la chaîne des Hurtières et du village de Saint-Georges-d'Hurtières.

Le territoire de la commune se situe sur le flanc oriental de la chaîne des Hurtières qui constitue la pointe nord de la chaîne de Belledonne.

### Voies de communication et transports

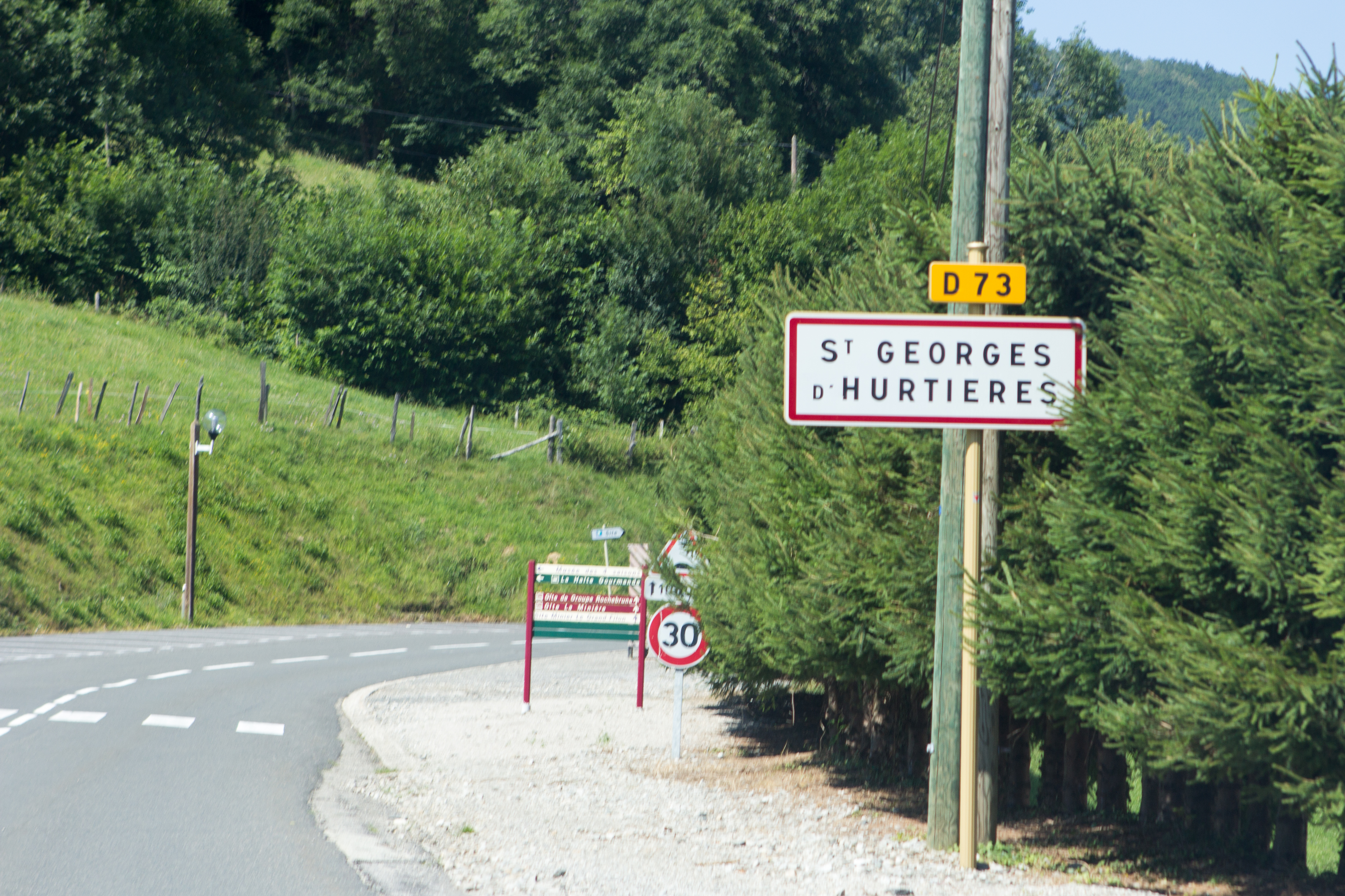
La route départementale D 73 à l'entrée sud de Saint-Georges-d'Hurtières.

## Urbanisme

### Typologie
Au 1er janvier 2024, Saint-Georges-d'Hurtières est catégorisée commune rurale à habitat dispersé, selon la nouvelle grille communale de densité à sept niveaux définie par l'Insee en 2022.
Elle est située hors unité urbaine et hors attraction des villes,.

### Occupation des sols
L'occupation des sols de la commune, telle qu'elle ressort de la base de données européenne d’occupation biophysique des sols Corine Land Cover (CLC), est marquée par l'importance des forêts et milieux semi-naturels (84,5 % en 2018), en diminution par rapport à 1990 (89,7 %). La répartition détaillée en 2018 est la suivante : 
forêts (84,5 %), zones agricoles hétérogènes (8,4 %), prairies (7 %).
L'IGN met par ailleurs à disposition un outil en ligne permettant de comparer l’évolution dans le temps de l’occupation des sols de la commune (ou de territoires à des échelles différentes). Plusieurs époques sont accessibles sous forme de cartes ou photos aériennes : la carte de Cassini (XVIIIe siècle), la carte d'état-major (1820-1866) et la période actuelle (1950 à aujourd'hui).

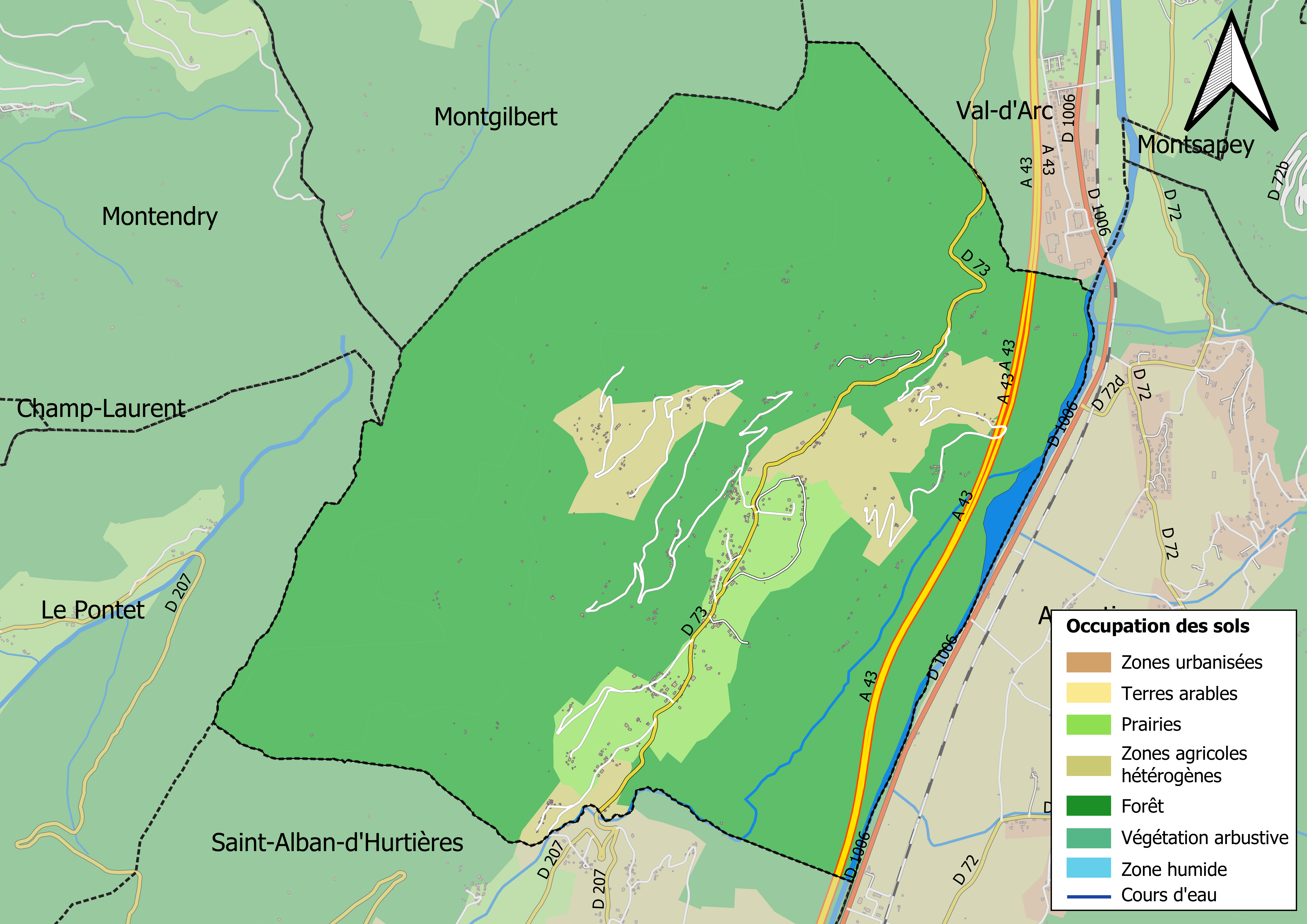
Carte des infrastructures et de l'occupation des sols en 2018 (CLC) de la commune.
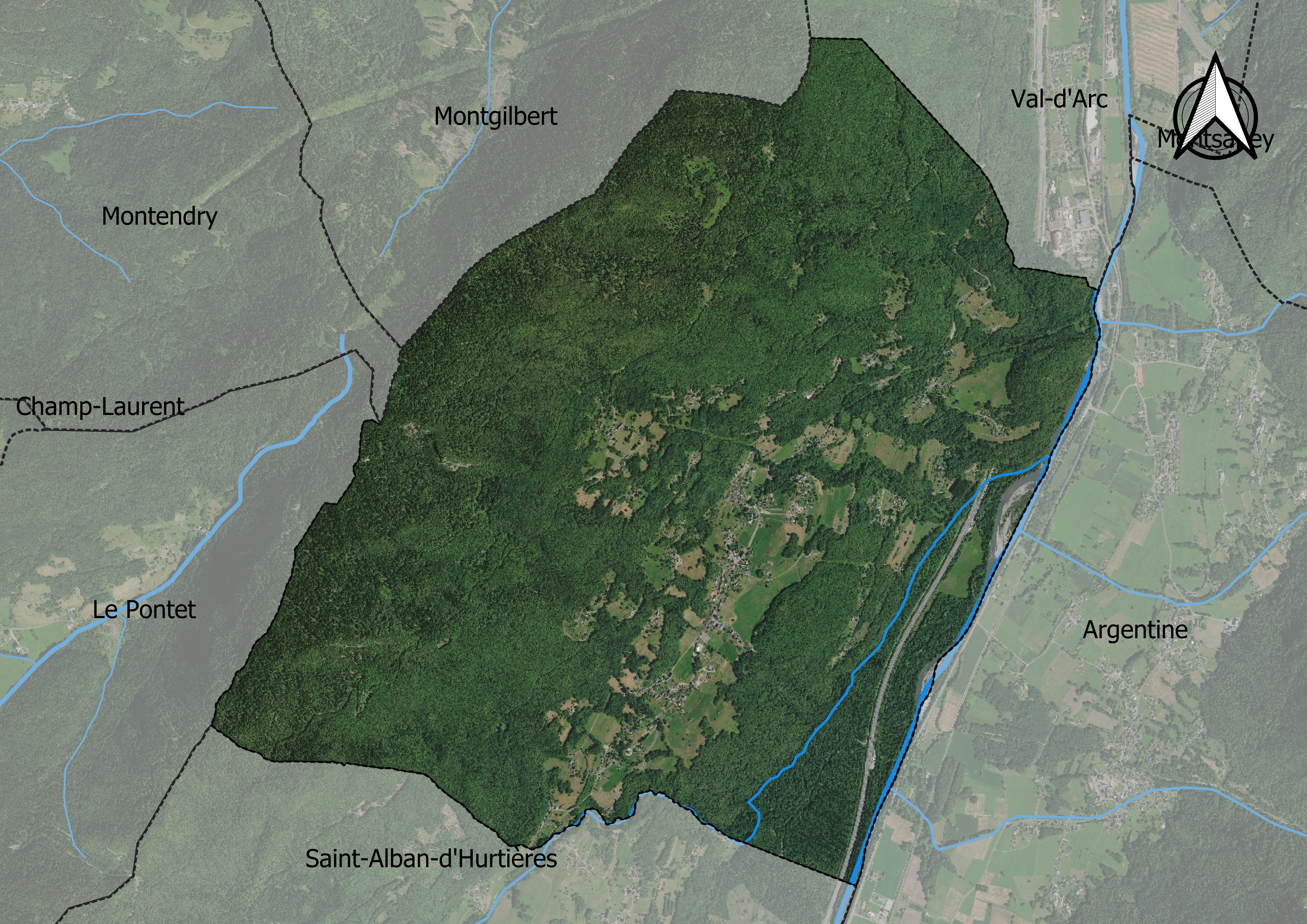
Carte orthophotogrammétrique de la commune.

## Toponymie
Le nom de la commune était Saint-Georges-des-Hurtières jusqu'au 7 novembre 2013.
En francoprovençal, le nom de la commune s'écrit Sin Zhourzhe, selon la graphie de Conflans.

## Histoire
À la fin de l’année 218 av. J.-C., Hannibal Barca, en marche vers l’Italie serait passé par le col du Cucheron, les Hurtières, Aiguebelle et Charbonnières lors du passage des Alpes,.
Les mines de fer du village de Saint-Georges-d’Hurtières ont rayonné sur toute la Savoie dès le XIIIe siècle. Le minerai était surtout constitué de sidérite, souvent accompagnée de sulfures 
métalliques. Les paysans locaux, forts du 'droit coutumier' qui les autorisait à rechercher les précieux filons, développaient leur propre exploitation. S’ouvre alors pour le village une époque où 'fer' et 'savoir-faire' ne font qu'un, participant à l'essor du village.
1874 : Les Grange, famille d'industriels d'Aiguebelle, qui ont patiemment racheté tous les terrains miniers, obtiennent la concession exclusive. Ils en cèderont l'année suivante l'exploitation à MM. Schneider et Compagnie, moyennant une redevance annuelle fixe et une part sur le tonnage extrait.

## Politique et administration

### Liste des maires
| Période                                  | Période  | Identité      | Étiquette | Qualité                                               |
| ---------------------------------------- | -------- | ------------- | --------- | ----------------------------------------------------- |
| Les données manquantes sont à compléter. |          |               |           |                                                       |
| mars 1983                                | mai 2020 | Alain Bouvier | PCF       | Conseiller général du canton d'Aiguebelle (1976-2008) |
| 2020                                     | en cours | André Brunet  |           |                                                       |

## Démographie
L'évolution du nombre d'habitants est connue à travers les recensements de la population effectués dans la commune depuis 1793. Pour les communes de moins de 10 000 habitants, une enquête de recensement portant sur toute la population est réalisée tous les cinq ans, les populations de référence des années intermédiaires étant quant à elles estimées par interpolation ou extrapolation. Pour la commune, le premier recensement exhaustif entrant dans le cadre du nouveau dispositif a été réalisé en 2006.

En 2022, la commune comptait 409 habitants, en évolution de +22,82 % par rapport à 2016 (Savoie : +3,63 %, France hors Mayotte : +2,11 %).
| 1793 | 1800 | 1806  | 1822  | 1838  | 1848  | 1858  | 1861  | 1866  |
| ---- | ---- | ----- | ----- | ----- | ----- | ----- | ----- | ----- |
| 875  | 898  | 1 182 | 1 030 | 1 155 | 1 332 | 1 504 | 1 352 | 1 361 |

| 1872  | 1876  | 1881  | 1886  | 1891  | 1896  | 1901  | 1906  | 1911 |
| ----- | ----- | ----- | ----- | ----- | ----- | ----- | ----- | ---- |
| 1 288 | 1 300 | 1 377 | 1 335 | 1 253 | 1 123 | 1 128 | 1 010 | 825  |

| 1921 | 1926 | 1931 | 1936 | 1946 | 1954 | 1962 | 1968 | 1975 |
| ---- | ---- | ---- | ---- | ---- | ---- | ---- | ---- | ---- |
| 704  | 622  | 575  | 524  | 378  | 343  | 279  | 286  | 303  |

| 1982 | 1990 | 1999 | 2006 | 2011 | 2016 | 2021 | 2022 | - |
| ---- | ---- | ---- | ---- | ---- | ---- | ---- | ---- | - |
| 272  | 203  | 210  | 264  | 317  | 333  | 389  | 409  | - |

## Culture locale et patrimoine

### Lieux et monuments

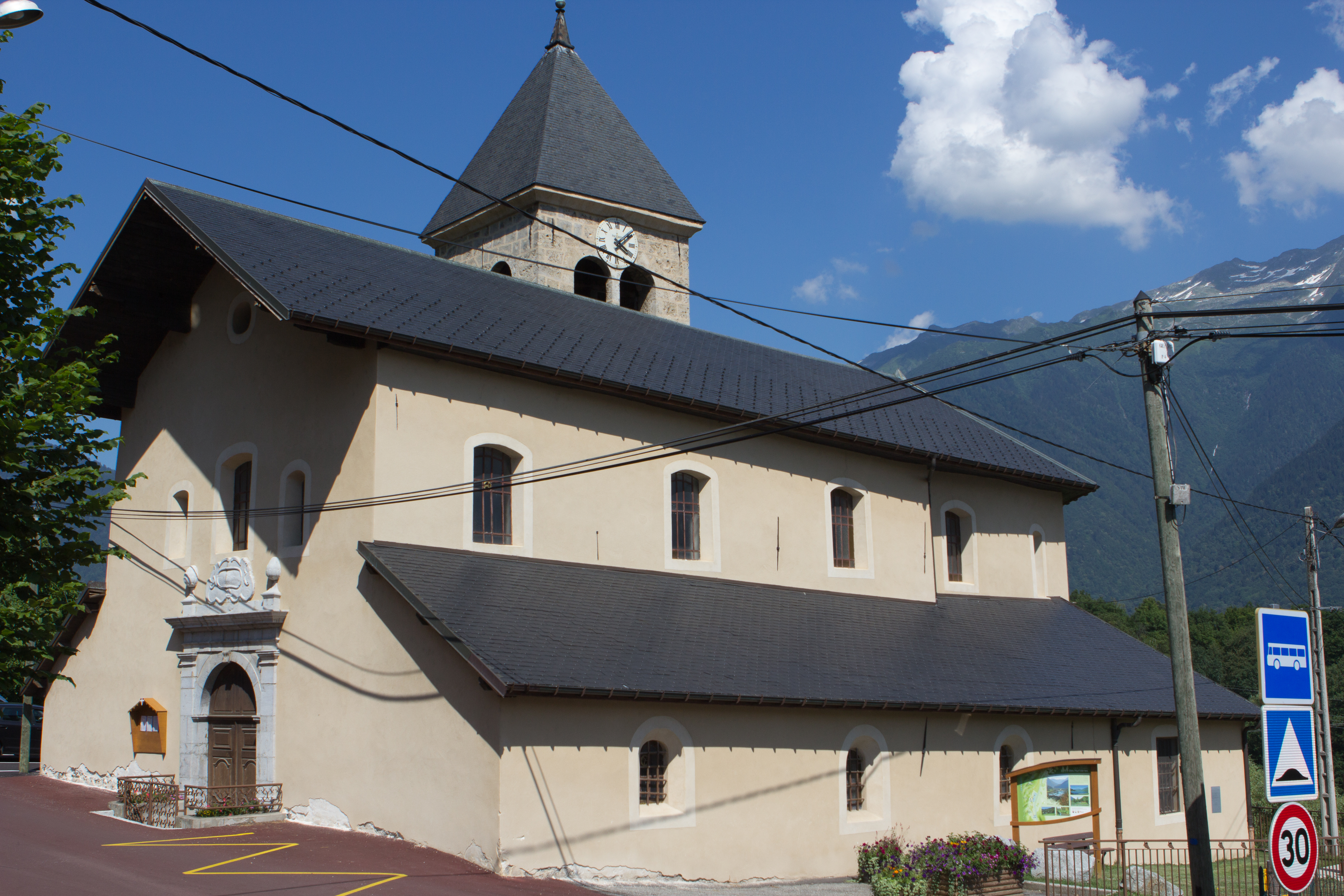
L'église de Saint-Georges-d'Hurtières.

- Le château des Hurtières, édifié probablement entre le VIIIe et Xe siècles et rasé par les troupes françaises en 1536[15], disparu. Possession de la famille d'Urtières ou Hurtières, branche des Miolans-Charbonnières[16].
- L'éco-musée du pays des Hurtières, association d'animation du plateau des Hurtières.
- Le site et le musée du Grand Filon[17].
- Tunnel des Hurtières emprunté par l'autoroute A43.

### Personnalités liées à la commune
- Jacques Chevessand, auteur dramatique, y est né en 1946.